# جان اچ. آدامز
جان هوی آدامز (John Huy Addams) (زادهٔ ۱۲ اوت ۱۸۲۲ – درگذشتهٔ ۱۷ اوت ۱۸۸۱)، سیاستمدار و بازرگان اهل ایالت ایلینوی ایالات متحده بود. آدامز در ۱۸۲۲ میلادی در پنسیلوانیا زاده شد و در آنجا با سارا ویبر (۱۸۱۷ – ۱۸۶۳ میلادی) ازدواج کرد. این زوج در ۱۸۴۴ میلادی به سدارویل، ایلینوی نقل مکان نموده و کارخانه آسیاب سدار کریک را خریداری نمودند. آدامز به سرعت به یک بازرگان موفق مبدل شده و به عنوان مدیر دو شرکت راه‌آهن و رئیس یک بانک کار کرد. او خانه‌ای معروف به سبک معماری فدرال در ۱۸۵۴ میلادی ساخت که تا امروزه پابرجا است. او و همسرش سارا (ویبر) آدامز نه فرزند داشتند، از جمله الیس هالدمن و فعال مدنی جین آدامز.
آدامز در سیاست‌های ایالتی دخیل شده و در نهایت برای هشت دوره، از ۱۸۵۴ تا ۱۸۷۰ میلادی، به عنوان سناتور ایالتی ایلینوی خدمت کرد. همسر وی سارا در ۱۸۶۳ میلادی وفات کرد و آدامز برای بار دوم در ۱۸۶۸ میلادی با آنا هالدمن که نیز بیوه بود، ازدواج کرد. وی روی دخترش جین و اینکه چرا وی تا آن حد روی علل اجتماعی تمرکز نمود، تأثیر کلیدی داشت. آدامز هنگامی که با خانواده در تعطیلات بود، در ۱۸۸۱ میلادی در گرین‌بی، ویسکانسین درگذشت.

## اوایل زندگی

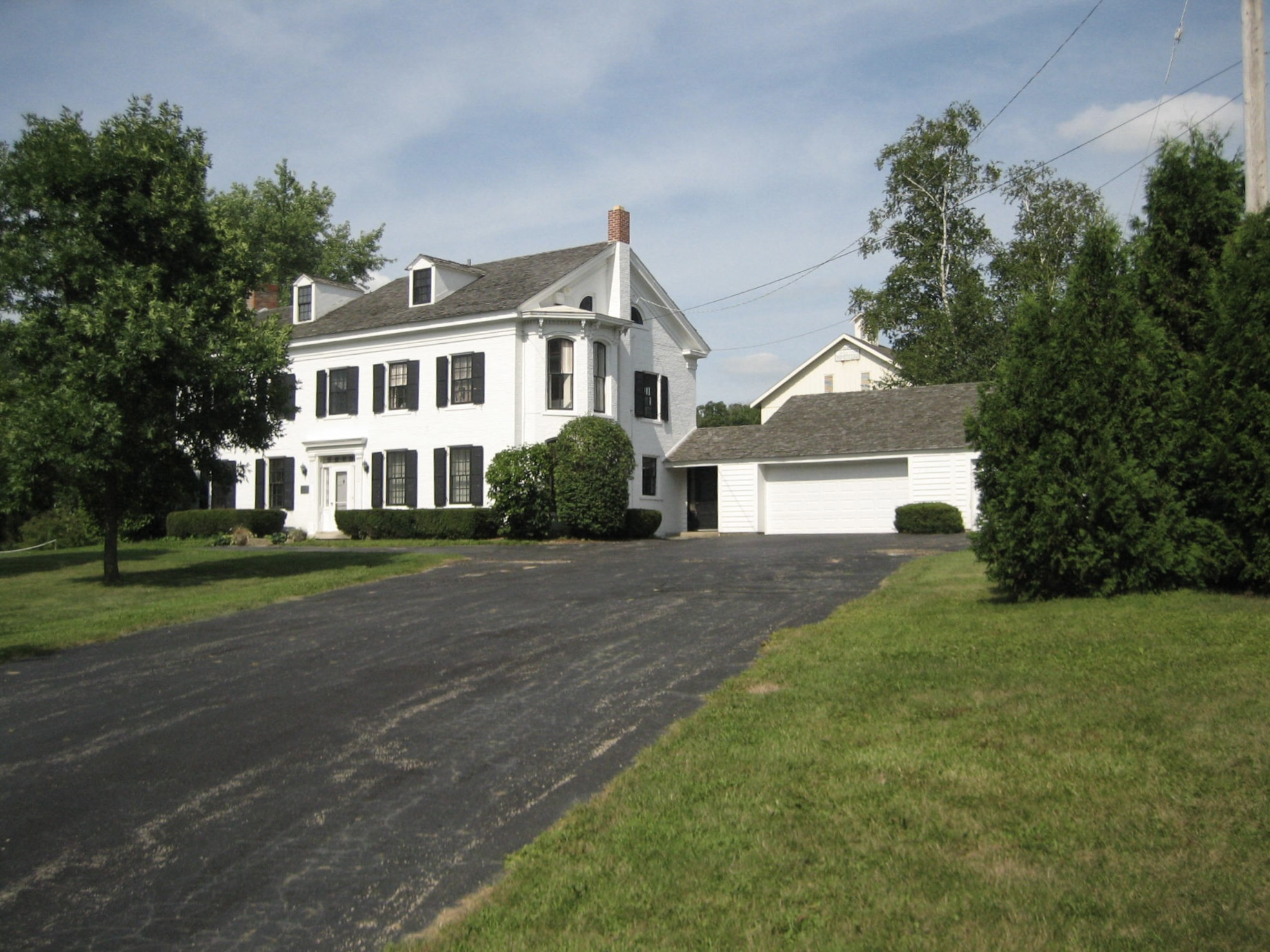
جان هوی آدامز (John Huy Addams) (زادهٔ ۱۲ اوت ۱۸۲۲ – درگذشتهٔ ۱۷ اوت ۱۸۸۱)، سیاستمدار و بازرگان اهل ایالت ایلینوی ایالات متحده بود. آدامز در ۱۸۲۲ میلادی در پنسیلوانیا زاده شد و در آنجا با سارا ویبر (۱۸۱۷ – ۱۸۶۳ میلادی) ازدواج کرد. این زوج در ۱۸۴۴ میلادی به سدارویل، ایلینوی نقل مکان نموده و کارخانه آسیاب سدار کریک را خریداری نمودند

جان هوی آدامز در ۱۲ ژوئیه ۱۸۲۲ در سینکینگ اسپرنگ، پنسیلوانیا به‌دنیا آمد. وی زمانی که هنوز در کریدرسوایل، پنسیلوانیا زندگی می‌کرد، با سارا ویبر که پنج سال از وی بزرگتر بود، ازدواج نمود. هر دو خانواده، آدامز و ویبر، از تبار خانواده‌های اصیل پنسیلوانیا بودند؛ اجداد آدامز در قرن هفدهم میلادی از سوی ویلیام پن، زمین اعطایی دریافت نموده بودند. آدامزِ ۲۲ ساله و تازه عروس وی در ۱۸۴۴ میلادی به سدارویل، ایلینوی واقع در شهرستان استفنسون در نزدیکی مرز ایالت‌های ایلینوی-ویسکانسین، رسیدند. آدامز در ۱۸۴۴ میلادی کارخانه آسیاب سدار کریک را خریداری نموده و به سرعت به عنوان یک کارخانه‌دار موفق معروف شد. زمانی که این زوج در اول به شهرستان استفنسون ساکن شدند، در یک خانه دو-اتاقه با یک بالاخانه زندگی می‌کردند. در ۱۸۵۴ میلادی، آدامز خانه خود را توسعه بخشید و آنرا به یکی از خانه‌های به مراتب بزرگتر و به سبک معماری فدرال مبدل کرد. این زوج هرچند ۹ فرزند داشتند، اما تنها چهار فرزند آنها تا دوران جوانی زنده ماند؛ هشتمین فرزند آنها، برنده جایزه صلح نوبل جین آدامز بود که در ۶ سپتامبر ۱۸۶۰ در سدارویل در خانه آدامز به‌دنیا آمده بود.
سارا آدامز، در حالی که نهمین فرزند خود را حمل می‌کرد، در ژانویه ۱۸۶۳ برای کمک به زایمان همسر یک واگن‌ساز رفت. در جریان این زایمان، سارا به زمین افتاد و پس از آن به خانه منتقل شد. در نتیجه، نوزاد خود سارا پیش از وقت و مُرده به‌دنیا آمد. سارا یک هفته پس از زایمان درگذشت؛ جین در زمان مرگ مادرش تنها ۲ سال و ۴ ماه سن داشت. جین آدامز پس از ۱۸۶۳ میلادی، بیشتر توسط خواهران بزرگترش مراقبت می‌شد.

## حرفه کسب‌وکار
کسب‌وکار آسیاب آدامز به یکی از بزرگترین کارخانه‌ها در سطح شمال ایلینوی مبدل شده و متشکل از یک کارخانه چوب‌بری، یک کارخانه کتان و یک کارخانه آرد (آسیاب) بود که همه در ملک آدامز در امتداد سدار کریک واقع شده بودند. این کارخانه‌های آسیاب همچنین نمایانگر حرفه موفق آدامز در عرصه کسب‌وکار بود. وی از ۱۸۶۴ تا ۱۸۸۱ میلادی رئیس دومین بانک ملی در فری‌پورت، ایلینوی بود. آدامز همچنین در سمت‌های مدیریتی شرکت‌های راه‌آهن جلینا و شیکاگو یونیون و راه‌آهن ایلینوی سنترال کار کرده و در ۱۸۶۷ میلادی شرکت بیمه میوچول فایر را تأسیس کرد. آدامز به‌خاطر موفقیت‌های بی‌شماری که در کسب‌وکار خود داشت، در سطح محلی بسیار معروف شده و از وی به عنوان موفقترین کارفرمای شهرستان استفنسون یادآوری می‌شد.

## حرفه سیاسی و جنگ داخلی
آدامز برای مدت شانزده سال در مجلس سنای ایلینوی خدمت نموده و در اینجا بود که وی به عنوان یک فرد صادق معروف شد؛ آنگونه که یکی از مورخین گفته‌است، «وی به عنوان فردی مشهور شد که نه تنها هرگز رشوه‌ای نگرفته‌است، بلکه هرگز رشوه‌ای به وی پیشنهاد نشده‌است». او در بنیان‌گذاری حزب جمهوری‌خواه شرکت نمود و از دوستان آبراهام لینکلن بود.
در جریان جنگ داخلی آمریکا، آدامز در راستای برپایی و تجهیز هنگی همکاری نمود که بعدها به «گارد آدامز» معروف شد.

## تأثیرگذاری بر جین آدامز
جین آدامز اظهار داشت که پدر وی، جان، از تاثیرگذاران اصلی در زندگی وی بود. در زیست‌نامه ۱۹۱۰ خود، او راه‌های گوناگونی را بیان می‌کند که تلاش می‌کرد تا از پدرش تقلید کند و همچنین او را به عنوان تأثیرگذاری اصلی خود قرار دهد. وی اظهار داشت که پدرش، دلیل ورود وی به حوزه مدنی و علاقه وی در «دغدغه‌های اخلاقی زندگی» بود. این دخالت عمیق آدامز در حوزه مدنی بود که اینچنین یک تأثیر بنیادین بر دخترش جین گذاشت. جان آدامز در هیئت مدیره مدارس سدارویل به‌طور فعالانه خدمت می‌کرد و همچنین یکی از اعضای هیئت امنای مدرسه خصوصی راک‌فورد یانگ لیدیز بود، مدرسه‌ای که بعداً به کالج راک‌فورد تغییر نموده و جین مدرک لیسانس خود را در آنجا به اتمام رساند. علاوه بر نقشی که در تأسیس حزب جمهوری‌خواه در ایالت داشت، او یکی از افراد کلیدی درآوردن دومین گفتگوی لینکلن-داگلاس به فری‌پورت بود.

## اواخر زندگی و مرگ
آدامز چهار سال پس از مرگ همسرش سارا آدامز، در ۱۸۶۷ میلادی با آنا اچ. هالدمن ازدواج کرد. هالدمن نیز بیوه بود و دو فرزند خود را به خانواده آدامز آورد. یکی از پسران وی به‌نام جورج نیز تأثیر شگرفی بر جین آدامز داشت.
آدامز در اوایل اوت ۱۸۸۱ تصمیم گرفت تا خانواده خود را برای تعطیلات به منطقه شمال‌غربی میشیگان برده و همزمان فرصت‌های بالقوه سرمایه‌گذاری روی معادن آهن و مس یا سنگ معدنی آنجا را بررسی نماید؛ آنها در ۴ اوت عازم تعطیلات شدند. یک هفته بعد آدامز هنگام بالا رفتن از یک معدن سنگ معدنی بیمار شد و خانواده تصمیم گرفت تا به‌وسیله ریل دوباره به خانه بازگردند. پیش از اینکه آدامز بیش از حد بیمار شده و دیگر توان ادامه سفر را نداشته باشند، خانواده به گرین‌بی، ویسکانسین رسید و در هتلی اتاق گرفتند. جان اچ. آدامز به‌طور غیرمترقبه بر اثر آپاندیسیت حاد در ۱۷ اوت ۱۸۸۱ به عمر ۵۹ سالگی در همان هتل در گرین‌بی جان باخت. مرگ وی تأثیر تکان‌دهنده‌ای بر دخترش جین گذاشت و او مدت هشت سال پس از مرگ پدر را در وضعیت افسردگی گذراند.